# باتريثيا أوكامبو
باتريثيا أوكامبو (مواليد مدينة أوبيرا الأرجنتينية، 26 ديسمبر 1979) ناشطة أرجنتينية تشارك في تطوير المكتبات العامة المجانية في مقاطعة ميسيونس، في أقصي الشمال الشرقي من الأرجنتين، وهي منسقة المنظمة الغير حكومية «سوينيو بارا ميسيونيس» أو حلم ميسيونس. تعمل على مساعدة الأشخاص ذوات القدرات المختلفة.

## السيرة الذاتية
ولدت باتريثيا أوكامبو في 26 ديسمبر 1979 في أويبرا، مقاطعة ميسيونس، الأرجنتين. لقد نشأت في أسرة لا تستطيع تحمل تكاليف الكتب، وأدركت عندما كانت في المدرسة أن الكتب لها قوة توسع الأفكار والمدارك.
تعمل كرئيس إقليمي للهيئة الاتحادية لخدمات الاتصالات السمعية البصرية (AFSCA)، وهي الجهة المنظمة لوسائط الإعلام الإذاعية في الأرجنتين. في عام 2011، ساعدت في تأسيس حركة حلم مقاطعة ميسيونس، وهي منظمة تحاول سد الفجوة بين الخدمات الحكومية واحتياجات المواطنين. تشتهر المجموعة، في المقام الأول، ببناء المكتبات، وتتناول مجموعة واسعة من القضايا في مقاطعة ميسيونس، بداية من الأمية إلى توفير الملابس والحاجات الأساسية للمواطنين الذين يعيشون في حالة فقر، وصولاً إلى إنشاء حدائق مجتمعية لمساعدة ذوي الاحتياجات الخاصة، ومعالجة قضية عمالة الأطفال.
نجحت أوكامبو في بناء دعم كبير لتوسيع وإنشاء مكتبات جديدة من خلال مشاركة المجتمع المحلي والطلب من المشاهير والكتاب بالتبرع بالكتب أو المساعدة في جمع الأموال. وفي عام 2014، نجحت أوكامبو في بناء المكتبة رقم عشرين.

## المكتبات
في عام 2010، بدأت باتريثيا أوكامبو وخورخي كوردي ودانييلا باولا فريدل مشروعاً لبناء المكتبات في جميع أنحاء مقاطعة ميسيونس. كان الهدف هو بناء عشر مكتبات في السنة الأولي في القري التي يتراوح تعداد سكانها بين 2500 و5000 شخص، حيث تقوم بملء كل مكتبة بحوالي 1000 كتاب مبدئيا. كانت أول مكتبة تم الانتهاء منها في قرية سان مارتين وهي مسقط رأس إينو باركولينين، الذي أنشأ القاموس الفنلندي الإسباني. تأسست المكتبة الثانية في بويرتو ليوني ‏؛ والثالثة في حي اوبيرا 180؛ والرابعة في جواراني؛ والخامسة في كولونيا فيكتوريا ‏. تأسست جميعها في الذكري السنوية الأولي للمنظمة. وكانت المكتبة السادسة التي افتتحتها المجموعة في لوريتو؛ والسابعة كانت في بانامبي. تم بناء المكتبة الثامنة في قرية كولونيا ديليشيا وسُميت باسم غيدو فالاسيكي، والذي دعمت حلقة السباق خاصته حملة «حلم مقاطعة ميسيونس». تم افتتاح المكتبة التاسعة في واندا، وافتُتحت المكتبة العاشرة في كاراجواتي في نوفمبر 2012.
بٌنيت المكتبة الحادية عشرة في بويرتو ليبرتاد؛ والثانية عشرة في سانتو بيبو؛ وفي مارس 2013، تم افتتاح المكتبة الثالثة عشر بواسطة المجموعة في الكازار. تم بناء المكتبة الرابعة عشر في باراجي باريخا؛ والخامسة عشر في بويرتو إجوازو؛ والسادسة عشر في إل سالتو. تم افتتاح المكتبة السابعة عشر في مدينة توبونا؛ والثامنة عشر في سان بيدرو دي خوجوي. واخيراً تم افتتاح المكتبة العشرين في عام 2014 في باريو سارمينتو في بلدة إلدواردو.

## عمالة الأطفال
التقت باتريثيا باللجنة الوطنية للقضاء على عمالة الأطفال (CONAET) لمناقشة ظروف العمل الخاصة بالأطفال العاملين. في 4 أبريل 2014، اعتمد مجلس النواب الأرجنتيني قرار يعترف بدور أوكامبو في مقاطعة ميسيونس منذ عام 2010 وأعلن عزمه القضاء على استغلال الأطفال للعمل في منطقة يربا ماتي الصناعية. في أكتوبر 2014، حضرت أوكامبو لقاء عام مع البابا فرانسيس في مدينة الفاتيكان لمناقشة عمالة الأطفال. في مارس 2015، نقلت أوكامبو حملتها ضد عمالة الأطفال إلى الهيئة التشريعية على أمل الحصول على دعم لمشروع قانون وطني يحظر هذه الممارسة في الأرجنتين.